# L'Extravagante Lucy
Pour la série de 1951, voir I Love Lucy.
Pour les articles homonymes, voir Lucy.
The Lucy–Desi Comedy Hour (en) Here's Lucy (en)
L'Extravagante Lucy ou L'Extravagante Lucie au Québec (The Lucy Show) est une série télévisée américaine en 156 épisodes de 25 minutes, en noir et blanc puis en couleurs, diffusée entre le 1er octobre 1962 et le 11 mars 1968 sur le réseau CBS.
En France, la série a été diffusée à partir d'avril 1964 sur RTF Télévision 2 puis rediffusée à compter du 20 août 1967 sur la deuxième chaîne de l'ORTF. Au Québec, à partir du 1er juin 1966 à la Télévision de Radio-Canada.

## Synopsis
Lucy se met dans des situations invraisemblables pour devenir une star et échoue régulièrement.

## Distribution
- Lucille Ball (VF : Rosy Varte)[1] : Lucy Carmichael
- Gale Gordon : Theodore J. Mooney (saisons 2 à 6, 111 épisodes)
- Vivian Vance : Vivian Bagley (saisons 1 à 3, invitée 5 et 6, 81 épisodes)
- Jimmy Garrett : Jerry Carmichael (saisons 1 et 2, récurrent 3 et 4, 55 épisodes)
- Ralph Hart : Sherman Bagley (saisons 1 et 2, récurrent 3, 44 épisodes)
- Candy Moore (en) : Chris Carmichael (saisons 1 et 2, récurrente 3, 39 épisodes)
- Mary Jane Croft : Audrey Simmons (récurrente saisons 1 et 2, 8 épisodes) / Mary Jane Lewis (récurrente 4 à 6, 31 épisodes)

## Épisodes

### Première saison (1962-1963)
1. En attendant Christine (Lucy Waits Up for Chris)
2. Titre français inconnu (Lucy Digs Up a Date)
3. Titre français inconnu (Lucy Is a Referee)
4. Lucy et son banquier (Lucy Misplaces $2,000)
5. Titre français inconnu (Lucy Buys a Sheep)
6. Lucy astronaute (Lucy Becomes an Astronaut)
7. Titre français inconnu (Lucy Is a Kangaroo for a Day)
8. A vous maestro (Lucy the Music Lover)
9. Lucy fait l'installation d'une antenne TV (Lucy Puts Up a TV Antenna)
10. Viviane poursuit Lucy (Vivian Sues Lucy)
11. Lucy aménage une salle de séjour (Lucy Builds a Rumpus Room)
12. Le Matelas vibrateur (Lucy and Her Electric Mattress)
13. Titre français inconnu (Together for Christmas)
14. Titre français inconnu (Chris's New Year's Eve Party)
15. Lucy reçoit sa sœur (Lucy's Sister Pays a Visit)
16. Lucy devient camionneur (Lucy and Viv Are Volunteer Firemen)
17. Lucy journaliste (Lucy Becomes a Reporter)
18. Titre français inconnu (Lucy and Viv Put in a Shower)
19. Titre français inconnu (Lucy's Barbershop Quartet)
20. Titre français inconnu (Lucy and Viv Become Tycoons)
21. Titre français inconnu (No More Double Dates)
22. Titre français inconnu (Lucy and Viv Learn Judo)
23. Titre français inconnu (Lucy Is a Soda Jerk)
24. Titre français inconnu (Lucy Drives a Dump Truck)
25. Titre français inconnu (Lucy Visits the White House)
26. Lucy chimiste (Lucy and Viv Take Up Chemistry)
27. Lucy chaperon (Lucy Is a Chaperone)
28. Titre français inconnu (Lucy and the Little League)
29. La Chasse aux papillons (Lucy and the Runaway Butterfly)
30. Titre français inconnu (Lucy Buys a Boat)

### Deuxième saison (1963-1964)
1. Cléopâtre (Lucy Plays Cleopatra)
2. Les Fêtes d'enfants (Kiddie Parties, Inc.)
3. Une partie de balle-molle (Lucy and Viv Play Softball)
4. La Chambre forte (Lucy Gets Locked in the Vault)
5. Le Cambrioleur (Lucy and the Safe Cracker)
6. La Chasse aux canards (Lucy Goes Duck Hunting)
7. Le Scandale de la banque (Lucy and the Bank Scandal)
8. Lucy décoratrice (Lucy Decides to Redecorate)
9. Lucy éteint le feu à la banque (Lucy Puts Out a Fire at the Bank)
10. Lucy au collège militaire (Lucy and the Military Academy)
11. Une réunion de collège (Lucy's College Reunion)
12. Une échappatoire dans le bail (The Loophole in the Lease)
13. Lucy chef d'orchestre (Lucy Conducts the Symphony)
14. Lucy se prend pour Florence Nightingale (Lucy Plays Florence Nightingale)
15. Lucy aux beaux-arts (Lucy Goes to Art Glass)
16. Titre français inconnu (Chris Goes Steady)
17. Lucy joue au golf (Lucy Takes Up Golf)
18. Titre français inconnu (Lucy Teaches Ethel Merman to Sing)
19. Titre français inconnu (Ethel Merman and the Boy Scout Show)
20. Lucy et Viviane ouvrent un restaurant (Lucy and Viv Open a Restaurant)
21. Lucy accepte un emploi à la banque (Lucy Takes a Job at the Bank)
22. Viviane déménage (Viv Moves Out)
23. Lucy avocate (Lucy Is Her Own Lawyer)
24. Lucy rencontre un millionnaire (Lucy Meets a Millionaire)
25. Lucy se lance en politique (Lucy Goes Into Politics)
26. Lucy et les scouts (Lucy and the Scout Trip)
27. Lucy huissière (Lucy Is a Process Server)
28. L'Art culinaire (Lucy Enters a Baking Contest)

### Troisième saison (1964-1965)
1. Le Patinage (Lucy and the Good Skate)
2. Lucy and the Plumber
3. Lucy and the Winter Sports
4. Lucy Gets Amnesia
5. Lucy and the Great Bank Robbery
6. Lucy, the Camp Cook
7. Lucy, the Meter Maid
8. Lucy Makes a Pinch
9. Lucy Becomes a Father
10. Lucy's Contact Lenses
11. Lucy Gets Her Maid
12. Lucy Gets the Bird
13. Lucy, the Coin Collector
14. Lucy and the Missing Stamp
15. Lucy Meets Danny Kaye
16. Lucy and the Ceramic Cat
17. Lucy Goes to Vegas
18. Lucy and the Monsters
19. Lucy and the Countess
20. My Fair Lucy
21. Lucy and the Countess Lose Weight
22. Lucy and the Old Mansion
23. Lucy and Arthur Godfrey
24. Lucy and the Beauty Doctor
25. Lucy the Stockholder
26. Lucy the Disc Jockey

### Quatrième saison (1965-1966)
1. Lucy at Marineland
2. Lucy and the Golden Greek
3. Lucy in the Music World
4. Lucy and Joan
5. Lucy the Stunt Man
6. Lucy and the Countess Have a Horse Guest
7. Lucy Helps Danny Thomas
8. Lucy Helps the Countess
9. Lucy and the Sleeping Beauty
10. Lucy and the Undercover Agent
11. Lucy and the Return of Iron Man
12. Lucy Saves Milton Berle
13. Lucy the Choirmaster
14. Lucy Discovers Wayne Newton
15. Lucy the Rain Goddess
16. Lucy and Art Linkletter
17. Lucy Bags a Bargain
18. Lucy Meets Mickey Rooney
19. Lucy and the Soap Opera
20. Lucy Goes to a Hollywood Premiere
21. Lucy Dates Dean Martin
22. Lucy and Bob Crane
23. Lucy the Robot
24. Lucy and Clint Walker
25. Lucy the Gun Moll
26. Lucy, the Superwoman

### Cinquième saison (1966-1967)
1. Lucy with George Burns
2. Lucy and the Submarine
3. Lucy the Bean Queen
4. Lucy and Paul Winchell
5. Lucy and the Ring-a-Ding Ring
6. Lucy Flies to London
7. Lucy Gets a Roommate
8. Lucy and Carol in Palm Springs
9. Lucy Gets Caught Up in the Draft
10. Lucy and John Wayne
11. Lucy and Pat Collins
12. Lucy and the Monkey
13. Lucy and the Efficiency Expert
14. Lucy's Substitute Secretary
15. Viv Visits Lucy
16. Lucy the Babysitter
17. Main Street U.S.A.
18. Lucy Puts Main Street on the Map
19. Lucy Meets the Law
20. Lucy the Fight Manager
21. Lucy and Tennessee Ernie Ford
22. Lucy Meets Sheldon Leonard

## Sixième saison (1967-1968)
1. Lucy Meets the Berles
2. Lucy Gets Trapped
3. Lucy and the French Movie Star
4. Lucy and the Starmaker
5. Lucy Gets Her Diploma
6. Lucy Gets Jack Benny's Account
7. Little Old Lucy
8. Lucy and Robert Goulet
9. Lucy Gets Mooney Fired
10. Lucy's Mystery Guess
11. Lucy, the Philanthropist
12. Lucy Sues Mooney
13. Lucy and the Pool Hustler
14. Lucy and Carol Burnett: Part 1
15. Lucy and Carol Burnett: Part 2
16. Lucy and Viv Reminisce
17. Lucy Gets Involved
18. Mooney's Other Wife
19. Lucy and the Stolen Stole
20. Lucy and Phil Harris
21. Lucy Helps Ken Berry
22. Lucy and the Lost Star
23. Lucy and Sid Caesar
24. Lucy and 'The Boss of the Year' Award

## Commentaires
L'Extravagante Lucy arriva sur les petits écrans français en 1964 et ne fut rediffusée qu'une seule fois en 1967 sur cette même chaîne. Seule la première saison fut partiellement doublée en français.
En revanche, les Français durent attendre 1999 pour découvrir la toute première série, I Love Lucy, en version originale sous-titrée, sur la chaîne Téva.
À noter que cette série, de même que Le Prisonnier, est basée sur les échecs répétés de la protagoniste pour atteindre son objectif.